# Limenitis euboea
Limenitis euboea är en fjärilsart som beskrevs av Felder 1867. Limenitis euboea ingår i släktet Limenitis och familjen praktfjärilar. Inga underarter finns listade i Catalogue of Life.